# Choi Pyong-gwan
Choi Pyong-gwan is een Noord-Koreaans diplomaat. Hij was van april tot oktober 2010 ambassadeur van Noord-Korea in China. Zijn vertrek kwam onverwachts, aangezien de meeste Noord-Koreaanse ambassadeurs in China langere termijnen hadden. Zo was zijn voorganger, Choe Jin-su, 10 jaar ambassadeur in China.